# Sivigliano
Sivigliano ([siviˈʎano], Siviàn in friulano) è una frazione del comune di Rivignano Teor nella bassa friulana.

## Geografia antropica

### Urbanistica
Il piccolo paese ha solo due strade: via Giordano Bruno e via Sterpo e confina a ovest con Rivignano (sul fiume Taglio), a est con Flambruzzo (sul fiume Stella) e a nord con Sterpo di Bertiolo.
Via Sterpo era divisa in due borgate (borcs): Siviàn disore (Sivigliano di sopra) verso Sterpo e Siviàn disot (Sivigliano di sotto) verso la chiesa, che è situata nell'incrocio delle due strade.
In via Giordano Bruno vi erano solo campi fino agli anni '50, quando hanno iniziato a costruirvi delle case.

### Toponomastica
Il seguente elenco delle località è una raccolta delle fonti orali e pertanto:
- Non è completo
- La posizione sulla mappa non è precisa ed è puramente indicativa della loro disposizione
- Fa fede la trascrizione fonetica (non esistendo una versione scritta dei nomi)

Viene comunque riportata una trascrizione grafica dei nomi:
- Nella mappa in una trascrizione più vicina alla pronuncia locale e che non riporta esplicitamente la desonorizzazione finale, prediligendo l'etimo
- Nell'elenco si è invece optato per una trascrizione il più possibile vicina alla grafia ufficiale del friulano[2]

Ove il toponimo abbia un significato viene anche riportata una traduzione letterale in italiano (infatti le località, a differenza dei paesi e dei fiumi, non hanno un nome italianizzato).
- Sivian disot /siˈvjan diˈzɔt/ (Sivigliano di sotto)
- Sivian disore /siˈvjan diˈzɔre/ (Sivigliano di sopra)

Mappa di Sivigliano con i toponimi locali

- la Basse /ˈbase/ (la bassa), un campo basso vicino la Çarde
- li Cumijucis[3] /kumiˈut͡sis/, dietro le case
- il Curtilat /kurtiˈlat/ (il cortilaccio), primo cortile di Sivian disot, andando dalla chiesa verso nord
- li Gacjis /ˈɡacis/, strada bianca da Sivian disore fino ai Nevâi
- la Grinte /ˈɡrinte/ (la grinta, mordente), campo di sassi fra Sivian disore e Là disore
- il Grîf /ɡriːf/, campo vicino Sterpo, a nord di Là disore
- Là disore /la diˈzore/ (di sopra), campi sulla destra, andando a Sterpo
- Nevâi /neˈvaːi/ (nevai), campi di pioppi vicino al Taglio (Tai), a nord di via Giordano Bruno
- Nevaluts /nevaˈlus/ (Nevâi piccoli), vecchi campi a sud di via Giordano Bruno, tra il Taglio e la chiesa (Braide dal Plevan)
- il Pradessat /pradeˈsat/ (il prataccio), campi di fronte a Là disore
- Prâts d'Albin /praːs dalˈbin/ (prati di Albino), prati sopra li Gacjis
- il Prât dal Bôç /praːt dal bɔːt͡s/ (il prato dell'alveare), prato verso Sterpo
- il Puint dai Prâts /puːnt dai̯ praːs/ (il ponte dei prati), ponticello fra Sivigliano e Sterpo
- il Puint dal Flum /puːnt dal flun/ (il ponte del Fiume, lo Stella), ponte fra Sivigliano e Flambruzzo
- li Sclibis /ˈsklibis/, campi verso Flambruzzo, a sud de li Teghis
- la Stradele dal Pravilegjo /straˈdɛle dal praviˈleɟo/ (la stradella del Pravilegjo), strada di campo che andava da Là disore fino a li Teghis, usata durante le rogazioni
- li Teghis /ˈtɛɡis/, campi di fronte a li Sclibis
- la Çarde[4] /ˈt͡sarde/, campi dietro i casali, andando a Sterpo
- Braidis
  - Braide dal Fari /ˈbrai̯de dal ˈfari/ (podere del fabbro[5]), campi vicino la Farie
    - la Farie /ˈfarie/ (bottega, laboratorio), il laboratorio del falegname

  - Braide dal Plevan /ˈbrai̯de dal pleˈvan/ (podere del prete), campi dietro la chiesa

## Storia
Il nome deriva dalla città che si trovava lì nel 1000 d.C.: Civillium. Fu enclave della Contea di Gorizia e Gradisca all'interno del territorio veneziano.

## Chiesa e comunità
Il patrono di questo paese è San Marco e la piccola chiesa ha avuto un incendio nell'ottobre del 2008 ma adesso è tornata in funzione grazie a tutti i lavori di restauro e alla collaborazione della comunità, nell'incendio è andata bruciata una importante pala unico valore importante della chiesa.
Alla seconda domenica di Ottobre si festeggia il Perdon della Madonna del Rosario.

## Lingue
A Sivigliano si parla, oltre che all'italiano, anche il friulano. Come nella maggior parte delle aree furlanofone, il friulano costituisce la lingua principale di comunicazione quotidiana fino alla generazione X e inizio generazione Y (Millennials): le generazioni successive capiscono il friulano ma usano prevalentemente l'italiano nella comunicazione.
Il friulano parlato a Sivigliano differisce leggermente dalla koiné, in particolare a Sivigliano "a si ziche", ovvero si pronuncia /t͡s/ (z di marzo) anzi che /t͡ʃ/ (c di cera) e /d͡z/ (z di zero) al posto di /d͡ʒ/ (g di gelo). A differenza di altri paesi vicini (come Rivignano) il plurale -ts si legge /s/ e non /t͡s/.
Un'altra peculiarità è la trasformazione in dittonghi di alcune vocali î (in /ej/) e û (in /ow/) lunghe: peit (pît, piede), poure (pôre, paura), cour (cûr, cuore), misteir (mistîr, mestiere), lizeir (lizêr, leggero), al mour (al mûr, muore) ma mûr (mûr, muro), ...
In alcune parole si avverte la metatesi di r con la vocale vicina: garnâr (granâr, granaio), sbruntâ (sburtâ, spingere), barghessis (braghessis, pantaloni), ...
Oltre alla desonorizzazione finale, che è tipica del friulano, come di altre lingue mitteleuropee, a Sivigliano la nasale bilabiale (/m/) in posizione finale diventa velare (/ŋ/): flun (flum, fiume), on (om, uomo), grun (grum, cumulo), fun (fum, fumo), par on (par om, a testa).